# Carter Burwell
Carter Burwell (* 18. November 1954 in New York City) ist ein US-amerikanischer Komponist, Musiker und Schauspieler.

## Leben
Carter Burwell studierte Architektur an der Harvard University und war Rocksänger in diversen Ensembles und Orchestern. 1984 erschien seine erste Filmmusik für Blood Simple, mit der er seinen Durchbruch hatte. Seitdem verbindet ihn eine enge Zusammenarbeit mit den Brüdern Coen.
Seit 1999 ist Burwell mit Christine Sciulli verheiratet.

## Filmografie (Auswahl)
- 1984: Blood Simple – Eine mörderische Nacht
- 1985: A Hero of Our Time
- 1986: Psycho III
- 1987: Arizona Junior (Raising Arizona)
- 1988: Kopflos durch die Nacht (It Takes Two)
- 1988: Faule Tricks und fromme Sprüche (Pass the Ammo)
- 1988: Club der Rebellen (The Beat)
- 1989: Lebensmüde leben länger (Checking Out)
- 1990: Miller’s Crossing
- 1990: Reingelegt
- 1991: Barton Fink
- 1991: Doc Hollywood
- 1991: American Cocktail (Scorchers) (auch S)
- 1992: Buffy – Der Vampir-Killer
- 1992: Tödliche Intrigen
- 1992: Waterland
- 1993: This Boy’s Life
- 1993: Kalifornia (auch M)
- 1993: Eine gefährliche Frau
- 1993: … und das Leben geht weiter
- 1993: Wayne’s World 2
- 1994: Hudsucker – Der große Sprung
- 1994: 2 Millionen Dollar Trinkgeld
- 1994: Airheads
- 1995: Bad Company
- 1995: Rob Roy
- 1995: Goofy – Der Film (A Goofy Movie)
- 1995: Gefangen in der Traumfabrik (auch D, O)
- 1995: Two Bits
- 1995: Children Remember the Holocaust
- 1996: Die Kammer (auch D, O)
- 1996: Fargo (auch D, O)
- 1996: Fear – Wenn Liebe Angst macht
- 1996: Das große Krabbeln (auch S)
- 1997: Mr. Jealousy (M)
- 1997: Der gebuchte Mann
- 1997: Assassin(s)
- 1997: Fletcher’s Visionen (Conspiracy Theory; auch D)
- 1997: Kansas Nights (The Locusts)
- 1997: Die unsichtbare Falle (The Spanish Prisoner; auch D, O)
- 1997: Der Schakal
- 1997: Girls Night Out
- 1998: Gods and Monsters (auch D, O)
- 1998: The Big Lebowski (auch O)
- 1998: Das Mercury Puzzle (nur zusätzliche Musik)
- 1998: Velvet Goldmine
- 1998: Hi-Lo Country (The Hi-Lo Country)
- 1999: Corruptor – Im Zeichen der Korruption (The Corruptor)
- 1999: Wehrlos – Die Tochter des Generals (The General’s Daughter)
- 1999: Being John Malkovich (auch D, O)
- 1999: Three Kings – Es ist schön König zu sein (auch D, O)
- 1999: Mystery – New York: Ein Spiel um die Ehre (Mystery, Alaska)
- 2000: Hamlet (auch D, O)
- 2000: Good Vibrations – Sex vom anderen Stern (What Planet Are You From?)
- 2000: O Brother, Where Art Thou?
- 2000: Before Night Falls
- 2000: Blair Witch 2 (Book of Shadows Blair Witch 2)
- 2001: Ritter aus Leidenschaft
- 2001: The Man Who Wasn’t There (auch D, O)
- 2002: Die Entscheidung – Eine wahre Geschichte (The Rookie)
- 2002: Searching for Paradise
- 2002: S1m0ne (auch D, O)
- 2002: Adaption – Der Orchideen-Dieb (Adaptation.)
- 2003: Ein (un)möglicher Härtefall (Intolerable Cruelty)
- 2003: Minnesota Nice
- 2004: Ladykillers (The Ladykillers)
- 2004: Alamo – Der Traum, das Schicksal, die Legende (The Alamo)
- 2006: Fell – Eine Liebesgeschichte (Fur – An Imaginary Portrait of Diane Arbus)
- 2006: The Hoax
- 2007: No Country for Old Men
- 2007: Tödliche Entscheidung – Before the Devil Knows You’re Dead
- 2008: Brügge sehen… und sterben? (In Bruges)
- 2008: Burn After Reading – Wer verbrennt sich hier die Finger? (Burn After Reading)
- 2008: Twilight – Biss zum Morgengrauen (M) (Twilight)
- 2009: A Serious Man
- 2009: Wo die wilden Kerle wohnen
- 2009: Blind Side – Die große Chance
- 2010: True Grit (M)
- 2010: Howl – Das Geheul (Howl) (M)
- 2011: Breaking Dawn – Biss zum Ende der Nacht, Teil 1 (The Twilight Saga: Breaking Dawn – Part 1) (M)
- 2012: 7 Psychos (M)
- 2012: Breaking Dawn – Biss zum Ende der Nacht, Teil 2 (The Twilight Saga: Breaking Dawn – Part 2) (D, M)
- 2013: Inside Wikileaks – Die fünfte Gewalt (The Fifth Estate)
- 2014: Olive Kitteridge (Miniserie)
- 2015: Mr. Holmes
- 2015: Carol
- 2015: Anomalisa
- 2015: Legend (M)
- 2016: Hail, Caesar!
- 2016: The Founder
- 2017: Wonderstruck
- 2017: Three Billboards Outside Ebbing, Missouri
- 2017: Goodbye Christopher Robin
- 2018: The Ballad of Buster Scruggs
- 2019: Mister Link – Ein fellig verrücktes Abenteuer (Missing Link)
- 2019: The Good Liar – Das alte Böse (The Good Liar)
- 2021: Macbeth (The Tragedy of Macbeth)
- 2022: The Banshees of Inisherin
- 2022: Catherine Called Birdy
- 2023: Finestkind
- 2024: Drive-Away Dolls

Legende: D=Dirigent, O=Orchestrator, M=Musiker, S=Schauspieler

## Ehrungen
- 1999 Below-The-Line Award

## Preise
Carter Burtell erhielt insgesamt 3 Oscar-Nominierungen, 32 Filmpreise und wurde für 108 weitere nominiert.
Für Three Billboards Outside Ebbing, Missouri wurde er für den Oscar und den Golden Globe 2018 nominiert und gewann den British Independent Film Award 2018. Für Before Night Falls wurde er in Venedig 2000 mit dem Nino Rota Soundtrack Award ausgezeichnet.
- ASCAP Award für:
  - Die Entscheidung – eine wahre Geschichte
  - Wehrlos – Die Tochter des Generals
  - Fletcher’s Visionen